# Macroteleia linearis
Macroteleia linearis är en stekelart som beskrevs av Muesebeck 1977. Macroteleia linearis ingår i släktet Macroteleia och familjen Scelionidae. Inga underarter finns listade i Catalogue of Life.